# Phrixgnathus cheesemani
Phrixgnathus cheesemani är en snäckart som beskrevs av Suter 1894. Phrixgnathus cheesemani ingår i släktet Phrixgnathus och familjen punktsnäckor. Inga underarter finns listade i Catalogue of Life.